# Old Crow Medicine Show
De Old Crow Medicine Show is een Amerikaanse stringband uit Virginia, met sinds 2000 Nashville, Tennessee als thuisbasis. De band speelt voornamelijk old-time music, jugband en bluegrass alsmede folk- en bluesnummers van voor de Tweede Wereldoorlog, maar met de energie van een rockband. De band werd in 2000 ontdekt door een dochter van Doc Watson, toen de band op een straathoek vlakbij Watsons huis in Boone in North Carolina speelde, waarna Watson hen uitnodigde voor een optreden op zijn festival MerleFest. Daar werden zij opgepikt door Sally Williams van de Grand Ole Opry, die hen uitnodigde voor een aantal zomerse muziekevenementen in Nashville. In 2013 werd de band opgenomen in de Grand Ole Opry en wonnen zij een Grammy Award in de categorie Best Folk Album 2014 voor het album Remedy.

## Beginjaren

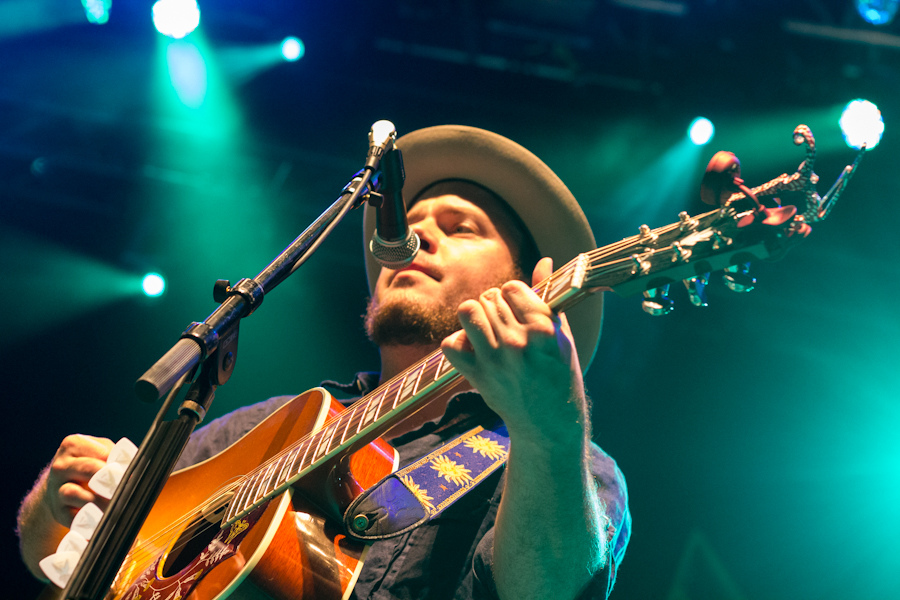
Critter Fugua in 2012

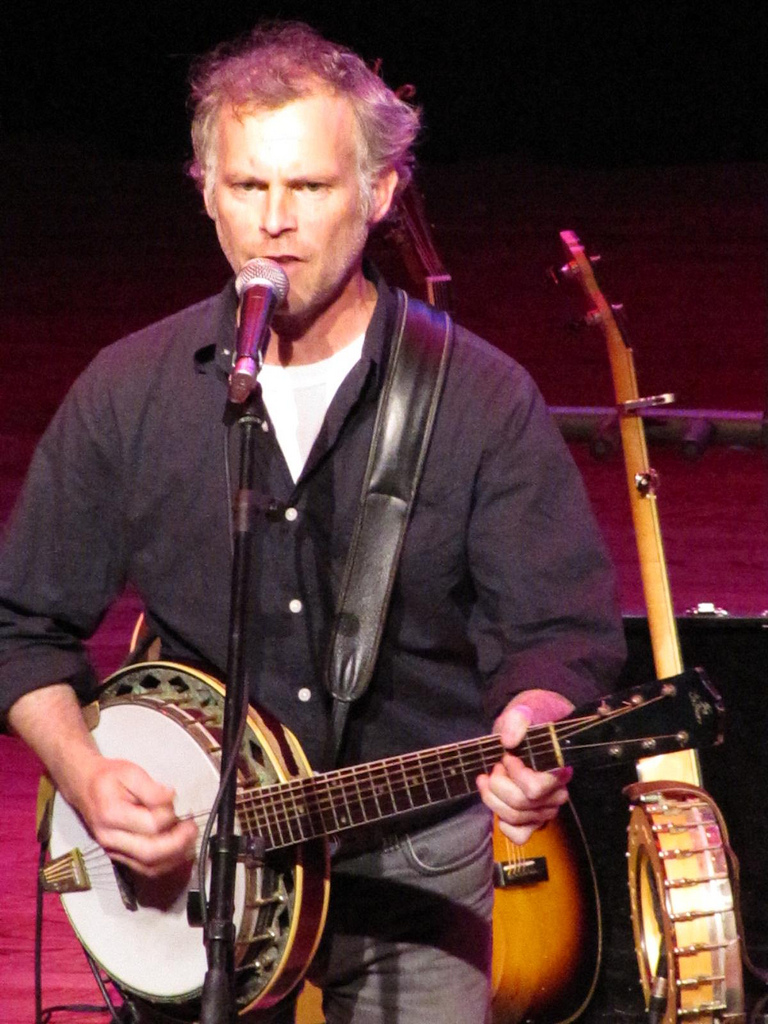
Kevin Hayes in 2010

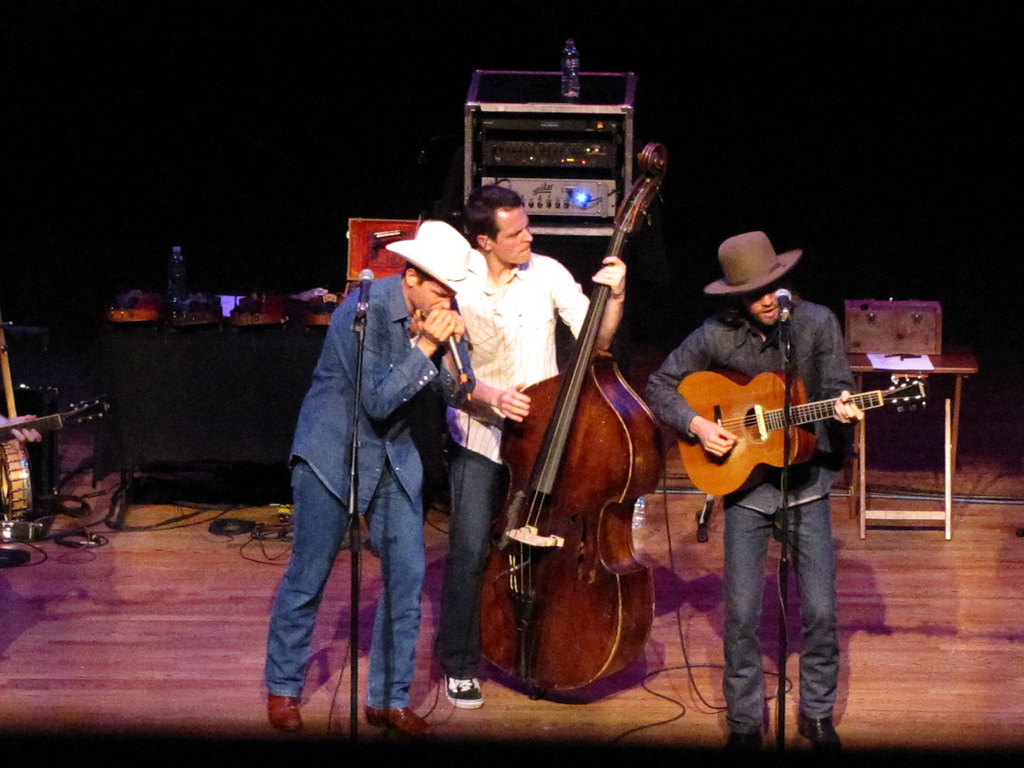
Ketch Secor (mondharmonica), Morgan Jahnig (bas), en Willie Watson (gitaar)

Voorman Ketch Secor (zang en fiddle) en Critter Fuqua (banjo) hebben elkaar op school ontmoet in Harrisonburg, Virginia, waar zij samen optraden tijdens open mic-optredens in lokale gelegenheden. Ben Gould (staande bas) en Willy Watson hebben elkaar ontmoet op de middelbare school in Watkins Glen in de staat New York. Op muziekschool Ithaca College vormden de vier samen met guiltjospeler Kevin Hayes de Old Crow Medicine Show. Zij namen in 1998 een 10-tal nummers op, die via muziekcassettes tijdens hun zwerftocht als straatmuzikant verkocht werden. In het voorjaar van 1999 betrokken zij een boerderij in de streek Appalachia, waar zij speelden met lokale musici. Achttien liedjes werden opgenomen voor het in eigen beheer vervaardigde album Greetings from Wawa. Bassist Morgan Jahnig sluit zich in de straten van Nashville bij de band aan en neemt de plaats in van Ben Gould, die vanwege gezinsuitbreiding met de band stopte. Op 5 juli, de dag na Independence Day in 2000, zwierf de band door de straten van Boone, waar hun straatoptreden gehoord werd door de dochter van Doc Watson. Zij waarschuwde haar vader, die de band vervolgens uitnodigde voor MerleFest, een festival dat Watson jaarlijks organiseerde en vernoemd is naar zijn vroegtijdig overleden zoon Eddy Merle Watson.

## Grand Ole Opry
Na het optreden op het MerleFest werd de band door Sally Wilson uitgenodigd voor een aantal optredens tijdens de zomerprogrammering van het Grand Ole Opry House. Marty Stuart, de president van de Grand Ole Opry, die de groep voor het eerst zag op het Uncle Dave Macon Days-festival in Nashville voegde de band toe aan zijn "Electric Barnyard old-fashioned country variety package show bus tour" met acts als Merle Haggard, Connie Smith en BR549. Daarna stond de band in het voorprogramma van artiesten als Loretta Lynn, Dolly Parton en Ricky Skaggs. Bij het eerste optreden in het oude Ryman Auditorium in 2001 kreeg de band een zeldzame staande ovatie en een oproep voor een toegift.

## Studio-opnamen
In 2004 werd onder leiding van David Rawlings het eerste studioalbum opgenomen:O.C.M.S..  Secor en Watson verdelen het grootste deel van de leadzang, Critter Fuqua speelt de banjo en resonatorgitaarpartijen, Secor de leadviool en mondharmonica, Watson de gitaar, Morgan Jahnig de contrabas en Kevin Hayes de guitjo. Het door Secor op basis van een compositie van Bob Dylan geschreven "Wagon Wheel" wordt op ep uitgebracht.
"Wagon Wheel" werd later als single uitgebracht en werd het bekendste nummer van de band. Het werd o.a. gevoverd door Little Feat, Nathan Carter en Darius Rucker.
David Rawlings produceerde ook opvolger Big Iron World, dat in 2006 in de Woodland Sound Studio in Nashville opgenomen werd. Het album Tennessee Pusher uit 2008 werd geproduceerd door Don Was. Critter Fuqua neemt in die periode verlof van de band, Gill Landry - eigenlijk gitarist - vervangt hem. Op Tennessee Pusher is de enige banjopartij van Ketch Secor, Landry speelt slidegitaar en dobro.
Eind 2011 vinden de opnamen plaats voor het album Carry Me Back, dat uitgebracht werd op ATO Records. Cory Younts is op mandoline, keyboard, drum en gitaar toegevoegd aan de band. Willy Watson speelt nog mee, maar als het album in 2012 uitkomt heeft hij de groep verlaten. Critter Fuqua speelt als gast mee op accordeon. Op de ep Carry Me Back (To Virginia) staat Chance McCoy vermeld als groepslid. Ted Hutt, gitarist en medeoprichter van Flogging Molly, was verantwoordelijk voor de productie van het album, dat piekte naar een 22e plaats in de Billboard 200. In zowel de bluegrass- als de folk-hitlijsten werd een eerste plaats en in de countrylijst een vierde gehaald.
Ook opvolger Remedy werd geproduceerd door Ted Hutt. Critter Fuqua is na een tijdeleijke afwezigheid weer terug en Chance McCoy speelt nu daadwerkelijk mee. Het album bereikte een 15e plaats op de Billboard 200 en won in 2015 een Grammy Award als Beste Folk Album.
Volunteer is het zesde studio-album van de groep, en het laatste album met oudgedienden Critter Fuqua en Kevin Hayes en nieuwkomer Chance McCoy. Het album werd uitgebracht op Columbia Nashville dat in 2017 het tribute-livealbum 50 Years of Blonde on Blonde had uitgebracht. Volunteer werd geproduceerd door Dave Cobb, die voor meer rock in het geluid zorgde.
Paint This Town, het zevende studio-album betekende een terugkeer naar ATO Records. Met Jerry Pentecost is er voor het eerst een drummer toegevoegd aan de band. Mason Via neemt de plaatsen in van Fuqua en Hayes op banjo, gitaar, mandoline, shaker, trombone en ukulele.
In 2023 werd ter ere van het 25-jarig bestaan van de groep het album Jubilee uitgebracht. Gastartiesten zijn Willy Watson, Sierra Ferrell en Mavis Staples.

## Bezetting
- Ketch Secor - Fiddle, mondharmonica, banjo, gitaar, bajo sexto, mandoline, zang (1998-heden)
- Critter Fuqua - Banjo, resonatorgitaar, gitaar, accordeon, zang (1998-2020)
- Kevin Hayes - Gitaarbanjo, zang (1998-2020)
- Ben Gould - Contrabas (1998-1999)
- Willie Watson - Gitaar, banjo, fiddle, mondharmonica, zang (1998-2011)
- Morgan Jahnig - Contrabas, zang (2000-heden)
- Chance McCoy - Fiddle, gitaar, banjo, mandoline, zang (2012-2019)
- Gill Landry - Banjo, resonatorgitaar, gitaar, zang (2007-2015)
- Chance McCoy - gitaar, banjo, fiddle  (2012-2019)
- Cory Younts - Mandoline, drums, slaginstrument, keyboard, mondharmonica, zang (2013-heden)
- Mike Harris – gitaar, mandoline, banjo, dobro, zang (2021–heden)
- PJ George – accordeon, banjo, mandoline, fiddle, gitaar, guitjo, drums (2023–heden)

## Incidentele musici
- Matt Kinman - Mandoline, zang (1999-2000)
- Robert Price – multi-instrumentalist (2016–2017)
- Joe Andrews – pedalsteel, banjo, mandoline, dobro (2017–2019)
- Charlie Worsham – gitaar, banjo, zang (2019-2019)

## Discografie

### Albums
| Album met eventuele hitnotering(en) in de Nederlandse Album Top 100 | Datum van verschijnen | Datum van binnenkomst | Hoogste positie | Aantal weken | Opmerkingen   |
| ------------------------------------------------------------------- | --------------------- | --------------------- | --------------- | ------------ | ------------- |
| Greetings from Wawa                                                 | 2000                  | -                     | -               | -            |               |
| Eutaw                                                               | 2001                  | -                     | -               | -            |               |
| Live                                                                | 2003                  | -                     | -               | -            | Livealbum     |
| Old Crow Medicine Show                                              | 2004                  | -                     | -               | -            |               |
| Down Home Girl                                                      | 2006                  | -                     | -               | -            | ep            |
| Big Iron World                                                      | 2006                  | -                     | -               | -            |               |
| World Cafe Live                                                     | 2006                  | -                     | -               | -            | ep, Livealbum |
| Tennessee Pusher                                                    | 2008                  | -                     | -               | -            |               |
| Caroline                                                            | 2008                  | -                     | -               | -            | ep            |
| Carry Me Back                                                       | 12-10-2012            | -                     | -               | -            |               |
| Carry Me Back to Virginia                                           | 2013                  | -                     | -               | -            | ep            |
| Remedy                                                              | 27-06-2014            | -                     | -               | -            |               |
| Brushy Mountain Conjugal Trailer EP                                 | 2015                  | -                     | -               | -            | ep            |
| Best of Old Crow Medicine Show                                      | 09-02-2017            | -                     | -               | -            | Verzamelalbum |
| 50 Years of Blonde on Blonde                                        | 28-04-2017            | -                     | -               | -            | Livealbum     |

## Overig
De band treed op in de muziekdocumentaire Big Easy Express over een reis per trein naar New Orleans.